# Villa Manifesto EP
Albums de Slum Village
Slum Village
(2005) Villa Manifesto
(2010)
Villa Manifesto EP est un EP de Slum Village, sorti le 15 décembre 2009.
Cet album est un prélude à Villa Manifesto publié en 2010. Baatin, qui avait quitté le groupe après la sortie de Trinity (Past, Present and Future) est revenu dans le groupe en 2009 mais est décédé d'une overdose de cocaïne avant la sortie de l'EP.

## Liste des titres
| No | Titre                                | Producteur | Durée |
| -- | ------------------------------------ | ---------- | ----- |
| 1. | Starter                              | Young RJ   | 1:26  |
| 2. | Nitro (featuring Young RJ)           | Young RJ   | 3:11  |
| 3. | Da Night                             | Young RJ   | 3:55  |
| 4. | Money Right                          | Young RJ   | 4:06  |
| 5. | Dope Man                             | Young RJ   | 2:49  |
| 6. | Cloud 9 (featuring Marsha Ambrosius) | Focus      | 4:19  |